# Michael Sorrentino
Michael Paul Sorrentino, noto anche con lo pseudonimo di Mike "The Situation" (Staten Island, 4 luglio 1981), è un personaggio televisivo e modello statunitense, noto per essere stato uno dei protagonisti del reality show Jersey Shore, in onda su MTV.

## Biografia
Mike Sorrentino nasce a Staten Island (New York) il 4 luglio 1981, ma cresce a Manalapan Township, nel New Jersey, frequentando la Manalapan-Englishtown Middle School e la Manalapan High School. Nato in una famiglia di origini italo-americane, ha due fratelli maggiori, Frank e Marc (che è anche il suo manager), e una sorella minore, Melissa.
Dopo il liceo lavora come manager in un centro fitness a Staten Island ed a 25 anni inizia a lavorare occasionalmente come modello.
Nel marzo del 2012, Sorrentino è stato ricoverato per due settimane in un centro di riabilitazione nello Utah a causa di problemi di salute dovuti all'abuso di sostanze stupefacenti, ed è stato sottoposto ad un trattamento disintossicante. Nel 2015 torna ad avere problemi di dipendenza, stavolta da antidolorifici, riuscendo però anche stavolta a superarla.
Nel 2014 viene arrestato per una rissa ad un solarium nel New Jersey e sempre nello stesso anno viene accusato di frode fiscale per non aver pagato le tasse su 8.9 milioni di dollari.

### Carriera

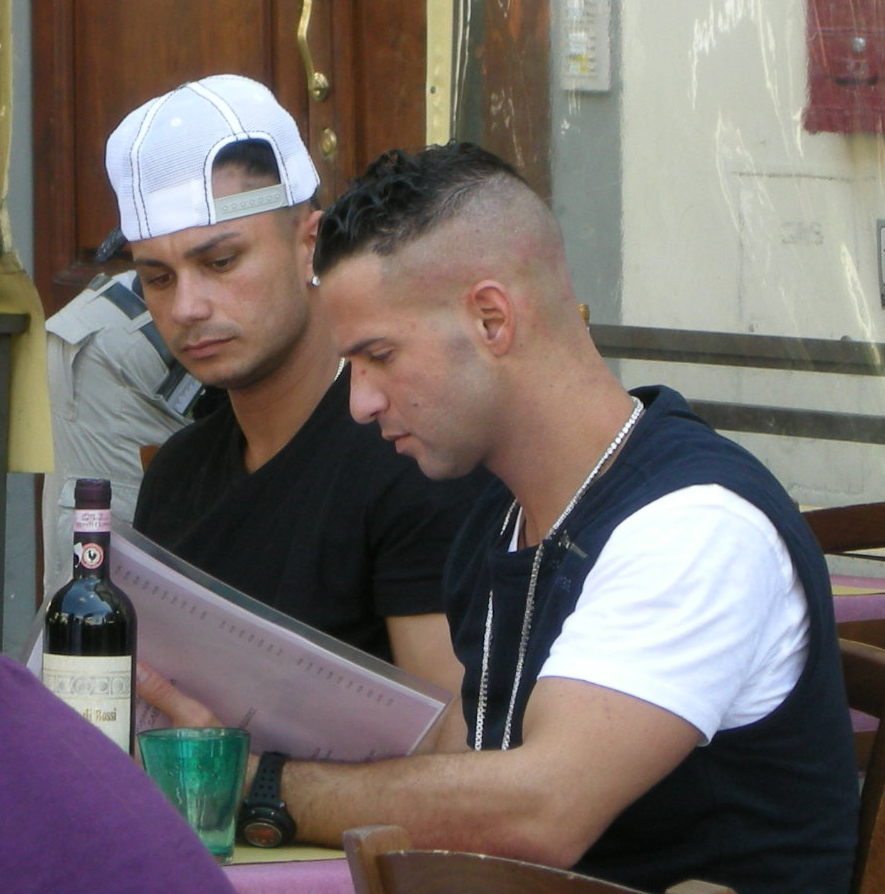
Sorrentino (a destra) con Pauly D a Firenze (maggio 2011)

Nel 2009 viene preso nel cast del programma di MTV Jersey Shore, che segue la vita di un gruppo di giovani italo-americani durante le vacanze estive a Seaside Heights (New Jersey). Lo show ottiene un ottimo successo e verrà girato fino al 2012, per un totale di sei stagioni.
Nello stesso anno, partecipa inoltre al cortometraggio The Real Situation insieme ai colleghi di reality Nicole "Snooki" Polizzi e Pauly D.
Nel 2010 partecipa come concorrente all'undicesima edizione di Dancing with the Stars, venendo eliminato nella quarta settimana. Nello stesso anno realizza un DVD sugli allenamenti per il corpo che svolge regolarmente, chiamato "THE SITUATION: WORKOUT".
Nel 2012 esordisce al cinema prendendo parte al film I tre marmittoni, insieme ad altri membri del cast di Jersey Shore, e appare nel ruolo di sé stesso in un episodio della serie televisiva Suburgatory. Successivamente, diventa concorrente della decima edizione del reality show britannico Celebrity Big Brother UK, il Grande Fratello VIP del Regno Unito, classificandosi quarto. Diventa inoltre portavoce dell'associazione animalista PETA per una campagna contro il sovrappopolamento degli animali.
Nel 2014 va in onda negli Stati Uniti un nuovo reality show (The Sorrentinos) che ha come protagonisti Mike e la sua famiglia.
Nel 2015 partecipa alla quinta stagione di Marriage Boot Camp: Reality Stars insieme alla sua attuale fidanzata Lauren Pesce.
Nel 2016 partecipa alla nona stagione di Worst Cooks in America e nel 2017 al realty show Marriage Boot Camp: Reality Stars Family Edition insieme ai fratelli Marc e Maximo.

## Reality show
- Jersey Shore (2009-2012)
- Dancing with the Stars (2010)
- Celebrity Big Brother UK (2012)
- The Sorrentinos (2014)
- Marriage Boot Camp: Reality Stars (2015)

## Filmografia
- The Real Situation (2009)
- I tre marmittoni (The Three Stooges) (2012), cameo
- Suburgatory (2012), cameo